# 迪安·肯特
迪安·肯特（英語：Dean Kent，1978年11月6日—），新西兰男子游泳运动员。他曾代表新西兰参加2002年和2006年英联邦运动会游泳比赛，获得一枚银牌。他也曾参加2000年、2004年和2008年夏季奥运会。